# Zingiber leptorrhizum
Zingiber leptorrhizum är en enhjärtbladig växtart som beskrevs av Ding Fang. Zingiber leptorrhizum ingår i släktet Zingiber och familjen Zingiberaceae. Inga underarter finns listade i Catalogue of Life.